# سينسكيب
سينسكيب (بالإنجليزية: Cinescape)‏ (شركة السينما الكويتية الوطنية (بالإنجليزية:  Kuwait National Cinema Company - Kncc )‏ سابقاً) شركة ترفيهية كويتية، تهتم بأمور السينما وبعض المهرجانات.

## التأسيس
تأسست شركة السينما الكويتية الوطنية – سينسكيب - في عام 1954 برأس مال قدره 7.000.000 ملايين روبية. كانت أول سينما تم افتتاحها في ذلك الوقت عبارة عن سينما مكشوفة لا سقف لها وهي ماتلقب بسينما حولي الصيفي وتحمل عدد 1.000 ألف مقعد، وفيما بعد بدأ تشغيل عدة دور عرض سينمائية منها سينما الحمرا وسينما الفردوس التي اشتهرت وقتها بأفلام بوليوود بمنطقة شرق انذاك وسينما غرناطه بمنطقة خيطان وايضا كان هناك سينما السيارات أيضا حيث كان يجلس المشاهد في سيارته ويحضر الافلام كانت في السبعينات واقفلت في بداية التسعينات تقريبا. وفي عام 1995 بدأت شركة السينما الكويتية الوطنية – سينسكيب شبكة دور عرض ضخمة.

## مراحل التطور
وبهدف التقدم في مجال الترفيه، وضعت شركة السينما الكويتية الوطنية عدة استراتيجيات جديدة منها :
- بدأت سينسكيب باختيار أرقى المجمعات التجارية كمواقع لدور عرضها المختلفة في 1996.
- توجهت سينسكيب نحو تجديد دور العرض القديمة وتحسينها.
- طورت سينسكيب الأساليب التقنية المستخدمة بحيث كانت السباقة في ذلك المجال.
- في 11 مايو 2007 اتخذت خطوة إدخال النظام الرقمي - الديجتال - للسينما فكانت الرائدة في العالم العربي.

## دور العرض

### الحالية
| - سينما 360 (15 صالة، منها اثنين نوع وجيه، وواحده دولبي سينما، وواحدة 4DX) - سينما العاصمة (13 صالة، منها ثلاثة نوع وجيه، وواحده دولبي سينما، وواحدة 4DX) - سينما الأفنيوز (11 صالة، منها اثنين نوع وجيه، وواحده دولبي سينما، وواحده SCREENX، وواحدة 4DX) - سينما الخيران (8 صالات، منها اثنين نوع وجيه) - سينما وير هاوس (7 صالات) | - سينما الكوت (6 صالات، منها واحدة ELEVEN، وواحدة 4DX، وواحده آيماكس) - سينما الفنار (5 صالات) - سينما اجيال (4 صالات) - بيت الأفلام 1954 (3 صالات) - سينما البيرق (3 صالات) - سينما المهلب (3 صالات) |

### السابقة
وقد كان للشركة عدد من الدوار التي تم إغلاقها في سبيل التطوير والتقدم في المجال التكنولوجي وطرق العرض الحديثة واختيار المواقع المميزة منها :
| - سينما مترو (صالتين) - سينما السيارات، ( تقع مقابل الدائري السادس ) - سينما السالمية - مسرح وسينما غرناطة (صالة واحده) - سينما الحمراء - سينما الاحمدي - سينما السيارات الاحمدي، ( المعروفه بأسم سينما الصباحية ) - سينما الأندلس - سينما الصليبيخات | - سينما جليب الشيوخ - سينما الجهراء - سينما الفرودس - سينما حولي الصيفي، ( تعمل في فصل الصيف فقط ) - سينما فحيحيل الصيفي، ( تعمل في فصل الصيف فقط ) - سينما الشعب - سينما بلازا (صالة واحده) - سينما ليلى (صالة واحده) - سينما الشرقية (3 صالات، منها واحده نوع وجيه) - سينما مارينا (3 صالات) |

## طرق الحجز
فيما يتعلق بطريقة الحجز لدخول السينما، فإن عملاء سينسكيب يستطيعون الحجز عن طريق البطاقات الذكية وباستخدام أجهزة الحجز الذاتي، بالإضافة إلى أنه يمكن للعملاء اختيار المقاعد المناسبة حسب الرغبة من خلال الحجز عن طريق موقع الشركة، أما الحجز الالكتروني للتذاكر يعتبر الأفضل من نوعه في الوطن العربي والأكثر استخداماً حيث أن 23% من رواد الشركة يحجزون عبر الإنترنت - وهي الأعلى بين العرب - كما يمكن للعملاء استخدام بطاقاتهم البنكية للحجز عن طريق الانترنت، كما أضافت خدمة الهاتف النقال، وبذلك كانت الكويت ثاني دولة في العالم تستخدم نظام الحجز عن طريق الهاتف النقال.

## تكنولوجيا السينما
استمر توسع السينما وتطويرها، فبرأس مال قدره 10.000.000 ملايين دينار كويتي، افتتحت في أكتوبر 2007 دور عرض في الأفنيوز التي تضم 11 شاشة عرض منها شاشتي عرض لكبار الشخصيات، كما تعتبر أكبر دار عرض في الكويت، وتعمل بنظام رقمي (ديجتال) متطور. كما أنها تضم 50 شاشة مسطحة يتم استخدامها لعرض مقدمات الأفلام والبوسترات وقائمة مقتنيات البوفيه بالإضافة إلى مواعيد عرض الأفلام أيضاً.
وفي نهاية سنة 2009 تم افتتاح سينسكيب البيرق التي تضم 3 شاشات عرض، وفي عام 2008 تم الانتهاء من مشروع 360 الذي يضم 15 شاشة عرض سينمائي منها شاشات خاصة لكبار الشخصيات وآيماكس، وفي 2011 سيتم افتتاح كويت مول الذي سيجعل من سينسكيب متواجدة في جميع جوانب الكويت، وما زالت خطط التوسع جارية إلى الآن كما تؤكد الشركة.

### السينما الرقمية
كان قرار سينسكيب لإثبات أنها الأمثل من حيث التكنولوجيا طبقاً للمعايير العالمية وفي مجال العرض الرقمي، ففي عام 2007 كان فيلم تيمور و شفيقة أول فيلم عربي يعرض بالتكنولوجيا الرقمية في دور عرض سينسكيب. والآن سينسكيب تملك 12 شاشة رقمية وثلاثية الأبعاد.

### آيماكس
كان افتتاح أول صالة آيماكس للعرض الرقمي لعرض الأفلام التجارية والوثائقية في المنطقة مع افتتاح سينسكيب 360.

## التوزيع
تلعب سينسكيب دوراً مهماً في توزيع الأفلام المستقلة في الشرق الأوسط من خلال شركائها، فرونت رو فيلمد إنترتينمنت. في عام 2005 انضمت شركة السينما الكويتية الوطنية مع فرونت رو من أجل توزيع الأفلام المستقلة من ستوديوهات نيو لاين سينما، براماونت فانتيج، هان واي فيلمز، ليكشور إنترتينمنت، ستوديو كانال، تي أف ون انترناشونال، سليولويد دريمز، بيس آرك فيلمز، وايلد بنتش، ستوديو غيبلي، ناشونال غامبونز، والكثير. ومنذ ذلك الحين، أكثر من 600 عنوان تم توزيعه، وبعض أضخم الأفلام تم عرضها تحت مظلة شركة السينما الكويتية الوطنية.

## الموقع الرسمي
- سينما سينسكيب

## المرجع
1. ↑  المرزوق: أرباح السينما الكويتية التشغيلية 100 في المئة وتوزيعاتنا 40 في المئة نقداً. جريدة النهار الكويتية. 08 مايو 2009 نسخة محفوظة 11 مارس 2016 على موقع واي باك مشين.
2. ↑  شركة السينما الكويتية الوطنية - سينسكيب نسخة محفوظة 05 مارس 2016 على موقع واي باك مشين.